# Colpoptera sinuata
Colpoptera sinuata är en insektsart som beskrevs av Hermann Burmeister 1835. Colpoptera sinuata ingår i släktet Colpoptera och familjen sköldstritar. Inga underarter finns listade i Catalogue of Life.